# Adesmus murutinga
Adesmus murutinga là một loài bọ cánh cứng trong họ Cerambycidae.